# Suludere (Murtaza)
Pour les articles homonymes, voir Suludere.
La rivière Suludere est une rivière endoréique dans la province de Niğde en Turquie.
Elle est aussi appelée rivière de Karanlık (Karanlık Çayı). La rivière est coupée par le barrage de Murtaza et va ensuite se perdre dans la plaine de Konaklı (Konaklı Ovası) à une altitude d'environ 1 300 m.